# Манчино (Смоленская область)
Манчино — деревня в Ярцевском районе Смоленской области России. Входит в Суетовское сельское поселение.

## География
Расположена в центральной части области в 6 км к северо-востоку от Ярцева, в 2 км севернее автодороги М1 «Беларусь», на берегу реки Халымка (Холынка).

## История
В годы Великой Отечественной войны деревня была оккупирована гитлеровскими войсками в июле 1941 года, освобождена в сентябре 1943 года.

## Население
| 2007 |
| ---- |
| 8    |

## Инфраструктура
Личное подсобное хозяйство с зоной сельскохозяйственного использования, индивидуальная застройка усадебного типа.

## Транспорт
Просёлочные дороги.
В 5 км юго-восточнее деревни расположена железнодорожная станция Свищёво на линии Москва — Минск. 